# Som varmt hvetebrød i tørt gress
Som varmt hvetebrød i tørt gress är ett musikalbum med den norska bluegrass-gruppen Christiania Fusel & Blaagress, utgivet 1972 av skivbolaget 
Norsk Phonogram A/S. Albumet återutgavs 1993 med ett bonusspår av Spinner Records.

## Låtlista
Sida 1
1. "Beste berta i by'n" ("Yes She Do, No She Don't" av Jo Trent/Peter DeRose, norsk text: Terje Mosnes) – 1:45
2. "Er'u fjern eller nær" ("What Goes On" av John Lennon/Paul McCartney, norsk text: Terje Mosnes) – 2:50
3. "Fanitullen" (Trad.) – 3:00
4. "Blues'en som din kjære gir til deg" ("Blues My Naughty Sweetie Gives to Me" av Arthur Swanstone/Charles R. McCarron/Carey Morgan, norsk text: Fredrik Wibe) – 2:07
5. "Gamle-Eriks drøm" ("The Devil's Dream", Trad.) – 2:30
6. "Mamma vi'kke ha" ("Mama Don't Allow", Trad., norsk text: Terje Mosnes) – 4:00

Sida 2
1. "Ola Olsen" ("Old MacDonald Had a Farm", Trad., norsk text: Christiania Fusel & Blaagress) – 3:12
2. "Trebein-Lars" ("Sleepy-Eyed John" av Tex Atchison, norsk text: Øystein Sunde) – 2:09
3. "Rauma-banen" ("Dear Old Dixie" av Lester Flatt/Earl Scruggs, instrumental) – 2:49
4. "Å, min feisel" ("Take This Hammer Trad., norsk text: Hartvig Kiran) – 2:11
5. "Steinbekken" ("Stoney Creek" Trad., instrumental) – 2:47
6. "Bronkebekken" ("Cripple Creek" Trad., norsk text: Hartvig Kiran) – 2:56

Bonusspår på 1993-utgåvan
1. "Svigermor kommer" ("Company's Comin'" av Johnny Mullins, norsk text: Terje Mosnes) – 2:20

- Inspelat i MajorStudio, Oslo 13. mars 1993

## Medverkande
Christiania Fusel & Blaagress
- Øystein Sunde – sång, gitarr, steelgitarr, dobro, flöjt, mandolin, kazoo, bakgrundssång, körsång, ljudeffekter
- Fredrik Wibe – sång, kontrabas, percussion, körsång
- Wiggo Elisenberg – akustisk gitarr, klarinett, kazoo, tvättbräda, körsång
- Anne Elisenberg – banjo, mässingsinstrument, körsång, ljudeffekter
- Einar Mjølsnes – hardingfela, fiol
- Kåre Schanche – sång, gitarr (på "Svigermor kommer")
- Gerd Gudding – fiol, körsång (på "Svigermor kommer")

Bidragande musiker
- Carl Morten Iversen – kontrabas
- Johnny Sareussen – basgitarr (på "Fanitullen")
- Espen Rud – trommer

Produktion
- Øystein Sunde, Mikkel Aas – musikproducent
- Inge Holst Jacobsen, Egil Eide – ljudtekniker
- Per Sveinson – ljudtekniker (1993)
- Stein Thue – foto
- Knut Harlem – omslagsdesign